# NGC 3193
NGC 3193 (również PGC 30099, UGC 5562 lub HCG 44B) – galaktyka eliptyczna (E2), znajdująca się w gwiazdozbiorze Lwa. Została odkryta 12 marca 1784 roku przez Williama Herschela. Jest to galaktyka z aktywnym jądrem typu LINER.

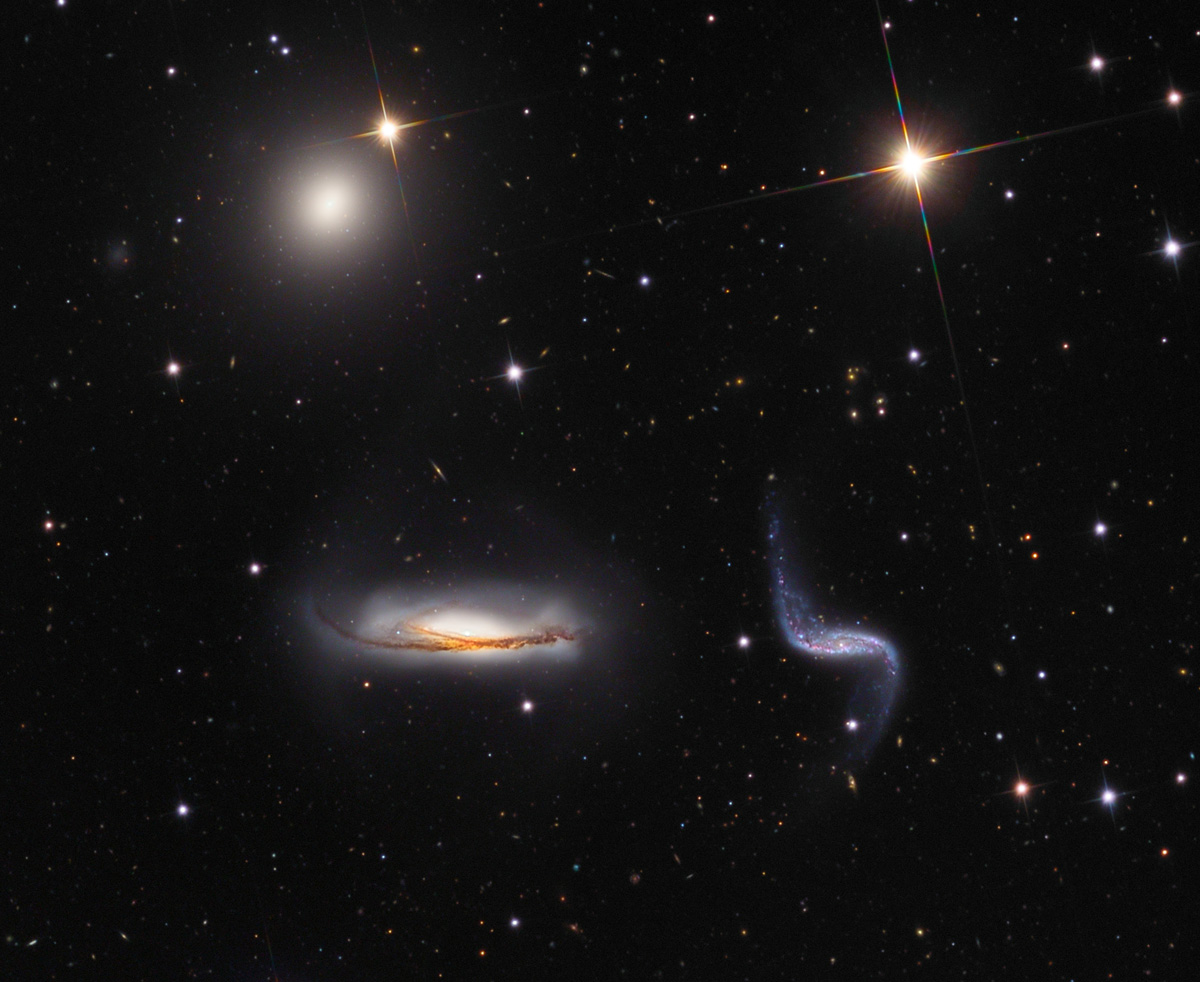
Arp 316: NGC 3193 (u góry z lewej), NGC 3190 (u dołu z lewej) i NGC 3187 (z rozwiniętymi ramionami)

Galaktyka ta należy do grupy Hickson 44, ponadto wraz z NGC 3187 i NGC 3190 stanowi obiekt Arp 316 w Atlasie Osobliwych Galaktyk.